# Francisco del Rincón (religioso)
Francisco del Rincón O.M. (Borox, Toledo, en 1650 - Santa Fe de Bogotá, 1723), fue un religioso español, graduado en teología en la Universidad de Bolonia, que se desempeñó como Presidente de la Real Audiencia de Santafé de Bogotá (1717-18).

## Biografía
Francisco Fernández del Rincón nació el 29 de enero de 1650 en Borox, Toledo, en el Imperio Español. Estudió teología en la Universidad de Bolonia, alcanzando el grado de Maestro.

### Carrera eclesiástica
Perteneció a la Orden de los Mínimos de San Francisco de Paula, donde desempeñó diversos cargos de gobierno, entre ellos el de Provincial de Castilla. En Toledo fue examinador sinodal de la Nunciatura, calificador del Real y Supremo Consejo de la general Inquisición. También fue revisor en los seminarios de Valladolid.
Por sus virtudes estuvo entre los opcionados para ser arzobispo en Manila, San Juan, Santa Cruz de la Sierra, Concepción y Buenos Aires.
Estuvo presente y participó en los Capítulos Generales de 1697 y 1702. Un capítulo General es el órgano máximo de administración dentro de un convento. Fue predicador de Carlos II y de Felipe V, siendo este último quien lo ordenó arzobispo en Santo Domingo.
Estuvo en el cargo como Arzobispo de Santo Domingo entre el 14 de diciembre de 1705 y el 26 de febrero de 1714. Del Rincón fue consagrado por un obispo cercano a su predecesor de la sede en Santafe (Francisco Cosío y Otero), el titular de Puerto Rico, Jerónimo de Valdéz, el 14 de junio de 1707, cuando Váldez visitó Santo Domingo. La ordenación se dio por la enfermedad del titular en la sede. Fue ordenado en Camagüey.
Luego fue enviado a Caracas y allí fue ordenado Arzobispo, estando en el cargo desde en 1714 a 1717. Su llegada a Caracas fue accidentada ya que un grupo de corsarios lo obligó a huir a La Española, y eso generó retrasos en el viaje. Finalmente Del Rincón llegó a Caracas por el puerto de La Guajira en 1712. A pesar de ser ordenado en 1714, se le había designado en el cargo desde el 14 de septiembre de 1711. Allí se dedicó a ampliar el pensum ofrecido en el Seminario de Santa Rosa de Lima, y a crear una universidad. Tuvo conflictos con el gobernador José Francisco de Cañas.

### Carrera política
En 1717 fue promovido al Arzobispado de Santafé, siendo ordenado el 5 de octubre y se le encargó la presidencia del Nuevo Reino de Granada que ejerció simultáneamente con su cargo eclesiástico. Durante su mandato el oidor Cobián de Valdés investigó las razones que determinaron la destitución del presidente Francisco Meneses Bravo de Saravia. Ocupó temporalmente los cargos de gobernador, capitán general y presidente de la Audiencia del Nuevo Reino de Granada.
Durante su regencia se cambió el nombre de la región del Reino de la Nueva Granada al Virreinato de la Nueva Granada el 27 de mayo de 1717, por medio de una cédula real. Este fue el nombre de la región hasta 1810.
El arzobispo concluyó su gobierno civil el 13 de junio de 1718, cuando entregó el mando a Antonio de la Pedrosa y Guerrero, quien está considerado como el primer virrey de la Nueva Granada. Pedrosa y Guerrero había llegado a Santafe el 7 de junio.
Del Rincón murió en Santafé el 28 de junio de 1723 y fue sepultado en la Catedral Primada de Bogotá.